# VK Vodice
| Radovi u tijeku! |
| Jedan vrijedni suradnik upravo radi na ovom članku! Mole se ostali suradnici da NE UREĐUJU članak dok je ova obavijest prisutna. Koristite stranicu za razgovor ako imate komentare i pitanja u vezi s člankom. Kada radovi budu gotovi predložak će ukloniti suradnik koji ga je postavio na članak! Predložak može svatko ukloniti ako 6 sati nije bilo promjena u članku i njegovoj stranici za razgovor. |

Vaterpolo klub "Vodice" (VK "Vodice"; Vodice) je muški vaterpolski klub iz Vodica, Šibensko-kninska županija, Republika Hrvatska. 

## Vanjske poveznice
- Vaterpolo KLUB Vodice , Facebook stranica
- hvs.hr, VK Vodice
- infovodice.com, Sport
- arhiva.infovodice.com, vaterpolo